# San Marcos del Llano
San Marcos del Llano är en ort i Mexiko, tillhörande kommunen Zumpango i delstaten Mexiko. San Marcos del Llano ligger i den centrala delen av landet och tillhör Mexico Citys storstadsområde. Orten hade 251 invånare vid folkräkningen 2010.